# František Hantschel
František Hantschel (19. listopadu 1752 – 18. března 1846, Horní Police) byl český katolický kněz, osmý infulovaný arciděkan v Horní Polici.

## Život

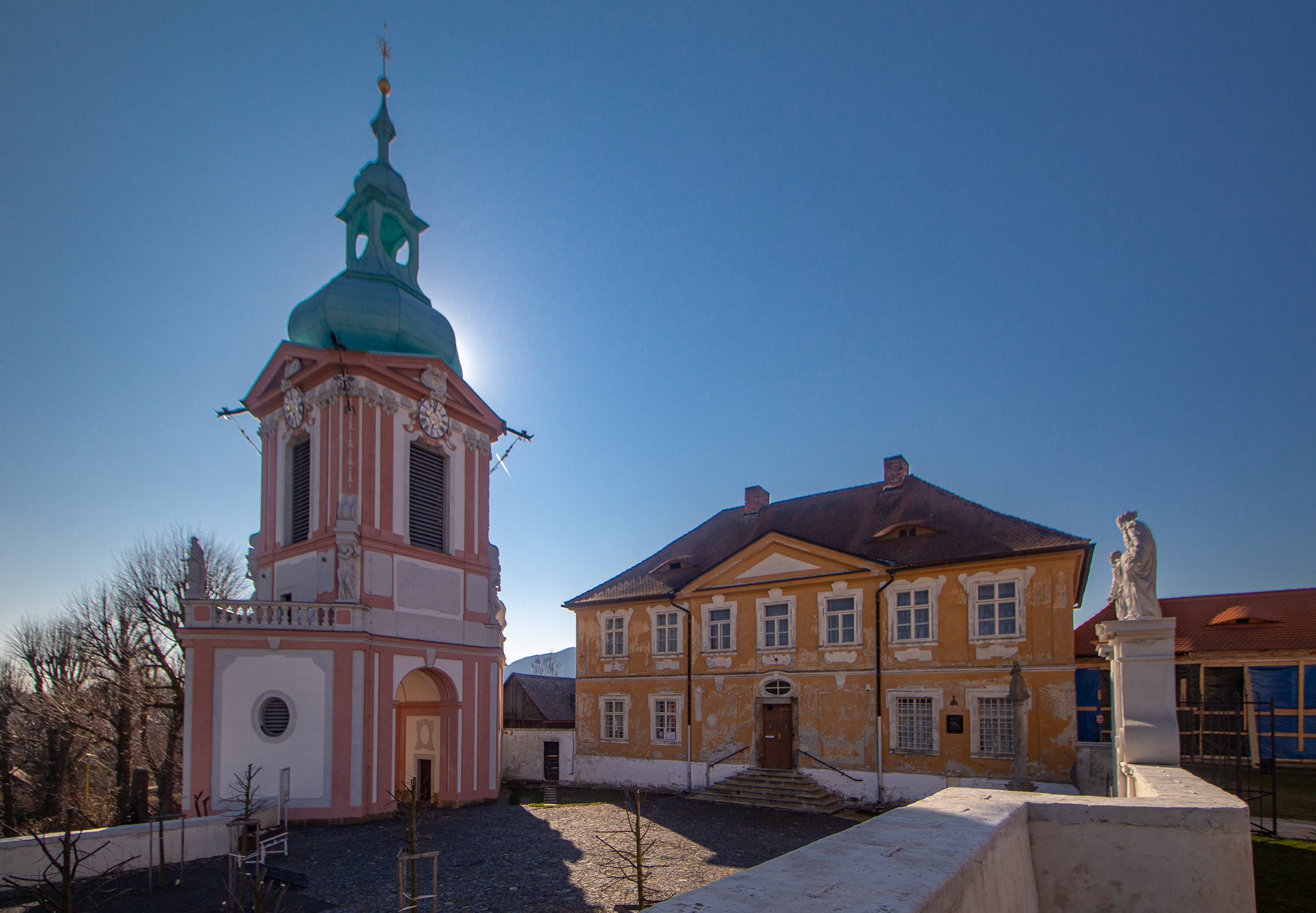
Barokní zvonice a budova arciděkanství v Horní Polici v poutním areálu

Na kněze pro litoměřickou diecézi byl vysvěcen 29. září 1775. Po svém vysvěcení se, jako novokněz, stal kaplanem v Horní Polici, kde sloužil do roku 1788, než byl poslán na jiné pastorační působiště.
Do Horní Police se vrátil za episkopátu litoměřického biskupa Vicence Eduarda Mildeho 10. září 1824, kdy se konala Hantschelova prezentace na úřad polického arciděkana. K tomuto úřadu se váže ustanovení papežského breve Klementa XII. ze 6. prosince 1736, spojené s právem používat pontifikálie „ad instar Abbatum”, tzn. stal se tak, podobně jako jeho předchůdci, infulovaným arciděkanem.
V roce 1834 byl jmenován konzistorním radou v Litoměřicích.
Děkan František Hantschel zemřel ve vysokém věku 18. března 1846 v Horní Polici.